# 10094 Eijikato
10094 Eijikato eller 1991 DK är en asteroid i huvudbältet som upptäcktes den 20 februari 1991 av den japanska astronomen Tsutomu Seki vid Geisei-observatoriet. Den är uppkallad efter Eiji Kato.
Asteroiden har en diameter på ungefär 4 kilometer och den tillhör asteroidgruppen Maria.